# Hans Herrmann (narciarz)
Hans Herrmann (ur. w 1892, zm. w kwietniu 1968 w Gstaad) – szwajcarski biegacz narciarski, uczestnik zimowych igrzysk olimpijskich w 1924.
Wystartował w biegu na 50 kilometrów techniką klasyczną podczas igrzysk olimpijskich w 1924 w Chamonix, jednak nie ukończył tej konkurencji i nie został sklasyfikowany.
Był jednym z założycieli i dyrektorów szkoły narciarskiej w Gstaad

## Osiągnięcia

### Igrzyska olimpijskie
| Igrzyska      | Data             | Konkurencja                      | Czas | Miejsce | Strata | Zwycięzca     | Źródło |
| ------------- | ---------------- | -------------------------------- | ---- | ------- | ------ | ------------- | ------ |
| Chamonix 1924 | 30 stycznia 1924 | bieg na 50 km techniką klasyczną | DNF  | -       | -      | Thorleif Haug | [ 2 ]  |